# Martín Jaite
Martin Jaite, född 9 oktober 1964 i Buenos Aires, Argentina, är en argentinsk högerhänt tidigare professionell tennisspelare med störst framgångar som singelspelare. Jaite blev professionell tennisspelare på ATP-touren 1983. Han vann under karriären fram till 1991 12 singeltitlar och en dubbeltitel och rankades som bäst som nummer 10 i singel (juli 1990) och som nummer 59 i dubbel (maj 1985). Jaite vann som proffs i prispengar totalt 1 873 881 US dollar. Han föredrog spel på grus som under hela karriären förblev hans favoritunderlag.

## Tenniskarriären
Jaite vann sin första ATP-titel i singel 1985 (Buenos Aires), vilken blev den första av 10 titlar han vann på grus perioden 1983-1991. I Grand Slam-turneringar var Jaite måttligt framgångsrik och nådde som bäst 1985 kvartsfinal i Franska öppna. Jaite nådde tre gånger final i US Pro, han vann 1990.
Jaite noterade karriärsegrar i olika turneringar över spelare som Boris Becker, Henri Leconte, Mats Wilander och Stefan Edberg.
Jaite deltog i det argentinska Davis Cup–laget perioden 1984-1992. Han spelade totalt 34 matcher och vann 20 av dem. Bland singelmeriterna från olika Davis Cup-möten märks seger över John McEnroe (6-0 6-8 6-3, final i amerikanska zonen 1988) och tysken Michael Stich (4-6 6-4 6-1 1-6 6-3, gruppspelsmöte 1990).

## Spelaren och personen
Martin Jaites karriär sammanföll med utvecklingen av tennisracketarna från de tidigare dominerande träracketerna, via mellanformer till de kraftfullare grafitracketarna som används idag. Jaite inledde sin professionella karriär med en grafitförstärkt träracket, Prince woodie, för att sedan med framgång byta till moderna grafitracketar.
Jaite är 177 cm lång och vägde under sin aktiva tid 70 kg. Han var framförallt en snabb defensiv taktiker på banan och hans slag var inte hårda. Hans bästa slag var en överskruvad backhand som han slog med enhandsfattning.
Efter avslutad aktiv spelarkarriär har Jaite ägnat sig åt administration av spelet och bland annat fungerat som tävlingsdirektör för ATP Buenos Aires. Han är också tränare för David Nalbandian.

## Titlar, singel (12)
| Beteckning             |
| Grand Slam (0)         |
| Tennis Masters Cup (0) |
| ATP Masters Series (0) |
| ATP-touren (12)        |

| Nr  | Datum | Turnering               | Underlag | Finalmotståndare | Resultat                |
| 1.  | 1985  | Buenos Aires, Argentina | Grus     | Diego Pérez      | 6–4, 6–2                |
| 2.  | 1986  | Bologna, Italien        | Grus     | Paolo Canè       | 6–2, 4–6, 6–4           |
| 3.  | 1986  | Stuttgart, Tyskland     | Grus     | Jonas Svensson   | 7–5, 6–2                |
| 4.  | 1987  | Barcelona, Spanien      | Grus     | Mats Wilander    | 7–6, 6–4, 4–6, 0–6, 6–4 |
| 5.  | 1987  | Palermo, Italien        | Grus     | Karel Nováček    | 7–6, 6–7, 6–4           |
| 6.  | 1989  | Stuttgart, Tyskland     | Grus     | Goran Prpić      | 6–3, 6–2                |
| 7.  | 1989  | Madrid, Spanien         | Grus     | Jordi Arrese     | 6–3, 6–2                |
| 8.  | 1989  | São Paulo, Brasilien    | Grus     | Javier Sánchez   | 7–6, 6–3                |
| 9.  | 1989  | Itaparica, Brasilien    | Hard     | Jay Berger       | 6–4, 6–4                |
| 10. | 1990  | Guarujá, Brasilien      | Hard     | Luiz Mattar      | 3–6, 6–4, 6–3           |
| 11. | 1990  | Gstaad, Schweiz         | Grus     | Sergi Bruguera   | 6–3, 6–7, 6–2, 6–2      |
| 12. | 1991  | Nice, Frankrike         | Grus     | Goran Prpić      | 3–6, 7–6(1), 6–3        |